# Maria Furtwängler

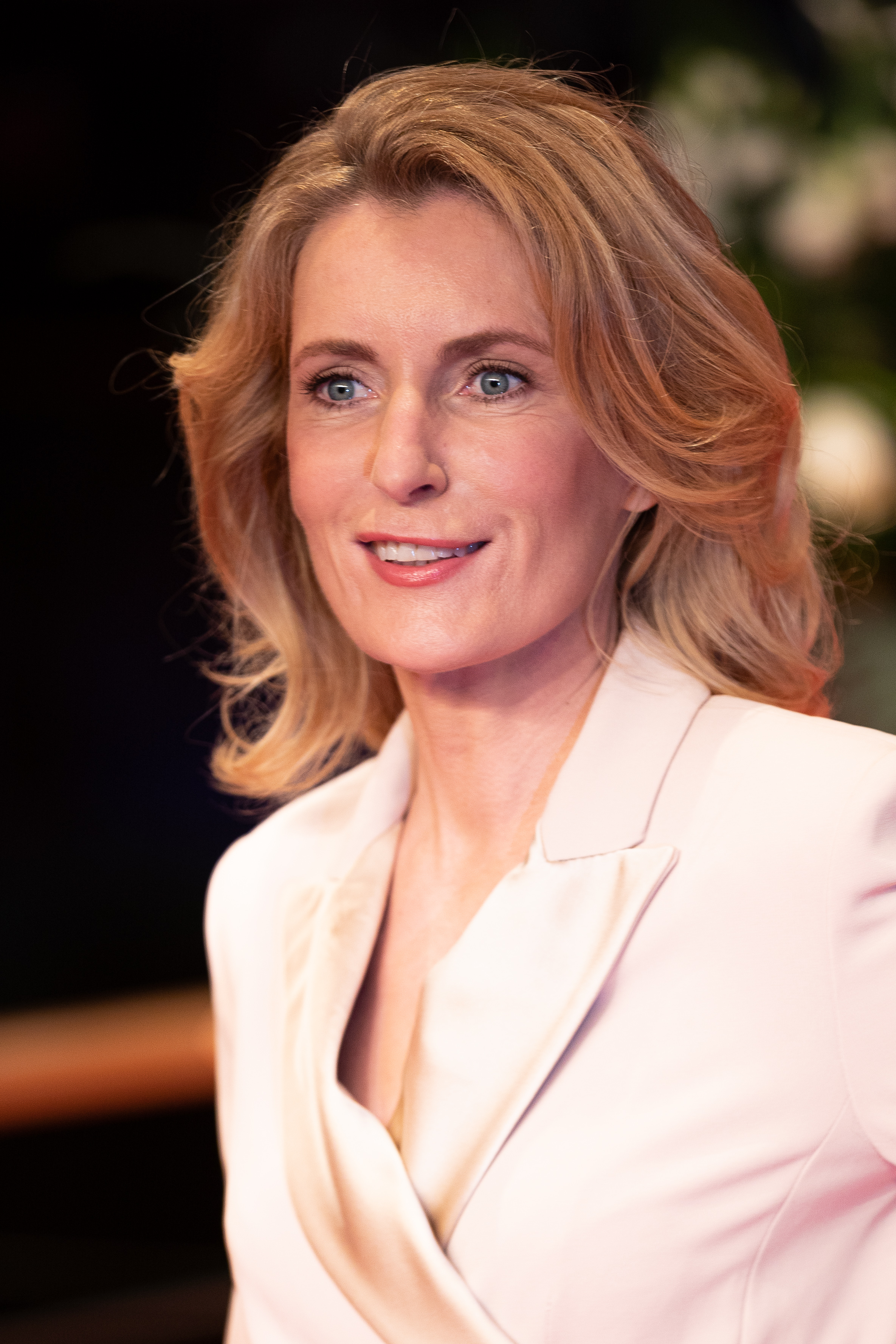
Maria Furtwängler, 2020

Maria Furtwängler-Burda (* 13. September 1966 in München) ist eine deutsche Schauspielerin. Sie ist unter anderem für ihre Rolle als Tatort-Kommissarin Charlotte Lindholm bekannt, die sie seit 2002 spielt. Bevor sie sich 2001 ganz der Schauspielerei widmete, arbeitete sie als Ärztin.

## Leben
Maria Furtwängler ist die Tochter der Schauspielerin Kathrin Ackermann und des Architekten Bernhard Furtwängler. Sie hat zwei ältere Brüder,  David Furtwängler und den Mathematiklehrer Felix Furtwängler. Ihr Großonkel (und gleichzeitig Stiefgroßvater) ist der Dirigent Wilhelm Furtwängler, ihre Urgroßmutter die Politikerin Katharina von Kardorff-Oheimb, ihr Onkel der Regisseur Florian Furtwängler.
Nach dem Abitur studierte Maria Furtwängler Humanmedizin an der Universität Montpellier in Frankreich. 1996 wurde sie an der Technischen Universität München promoviert. Danach arbeitete sie als Ärztin, entschied sich jedoch 2001, ihr Berufsleben ganz der Schauspielerei zu widmen.
Furtwängler lernte den Verleger Hubert Burda 1985 auf der zweiten Hochzeit ihres Vaters kennen und heiratete ihn am 8. November 1991. Sie haben den Sohn Jacob (* 1990) und die Tochter Elisabeth (* 1992). Im August 2022 wurde die längere Zeit zurückliegende Trennung des Paares bekannt.

## Künstlerische Laufbahn
Bereits als Siebenjährige stand Maria Furtwängler für den Fernsehfilm Zum Abschied Chrysanthemen unter der Regie ihres Onkels Florian Furtwängler vor der Kamera. Ihre erste große Rolle spielte sie von 1987 bis 1993 in der Fernsehserie Die glückliche Familie an der Seite von Maria Schell, Siegfried Rauch und ihrer Mutter Kathrin Ackermann. Gloria Behrens besetzte sie an der Seite von Christian Kohlund im ARD-Liebesfilm Das Glück ist eine Insel in der Rolle der Rechtsanwältin Corinna Jakobs. In Stephan Meyers Wirtschaftskrimi Die achte Todsünde: Gespensterjagd, Furtwänglers erste Arbeit für den NDR, spielte sie 2001 die EU-Mitarbeiterin Katja Schütte im Ressort für Wirtschaftskriminalität.
Ihr Debüt als Tatort-Kommissarin Charlotte Lindholm gab sie im April 2002 in Lastrumer Mischung, weitere Episoden der Reihe, in der sie in ganz Niedersachsen, vorwiegend auf dem Land, ermittelt, folgten. Die Mutterrolle in der Serie übernahm ihre Mutter Kathrin Ackermann.
2007 spielte Furtwängler in Kai Wessels Fernsehzweiteiler Die Flucht Lena Gräfin von Mahlenberg, die im Winter 1945 einen Flüchtlingstreck von Ostpreußen nach Bayern führte. 2008 übernahm sie an der Seite von Maximilian Brückner in dem Kinofilm Räuber Kneißl die Rolle der Mutter Theresia Pascolini des bayerischen Räubers Mathias Kneißl. 2011 war sie in dem ZDF-Fernsehzweiteiler Schicksalsjahre als Pianistin Ursula Heye in der Hauptrolle zu sehen. In dem 2016 in den Kinos gestarteten, preisgekrönten Film Das Wetter in geschlossenen Räumen verkörperte sie eine Entwicklungshelferin und Spendensammlerin, die sich vom Elend der Krisengebiete mit Designerklamotten, Longdrinks und einem 20 Jahre jüngeren Liebhaber ablenkt. 2018 spielte sie in der Kinofilmkomödie 100 Dinge von Florian David Fitz die Rolle der Antonietta Kärcher. In Detlev Bucks Bekenntnisse des Hochstaplers Felix Krull nach dem gleichnamigen Roman von Thomas Mann verkörperte sie die Madame Houpflé.
Mit Alles muss glänzen (The Homemaker) von Noah Haidle stand sie 2017 im Berliner Theater am Kurfürstendamm erstmals in einer Hauptrolle auf der Bühne. Im November 2018 hatte sie einen Gastauftritt in dem neuen Album MTV Unplugged 2 von Udo Lindenberg, wo sie mit ihm im Duett Bist du vom KGB sang.

## Soziales und gesellschaftliches Engagement
Furtwängler unterschrieb im Herbst 2013 als eine der Ersten den von Alice Schwarzer in deren Zeitschrift Emma initiierten Appell gegen Prostitution.
Für die Rechte diskriminierter Mädchen und Frauen gründete sie 2016 mit ihrer Tochter Elisabeth die MaLisa Stiftung und MaLisa Home auf den Philippinen, das Mädchen und jungen Frauen einen Weg aus dem Menschenhandel ermöglicht.
Sie ist zudem Mitbegründerin der Digital-Life-Design-Konferenzreihe DLDwomen, Kuratoriumspräsidentin der Hilfsorganisation German Doctors sowie Mitglied im Stiftungsrat der Hubert-Burda-Stiftung. Für die Kampagne ONE, die sich für das Ende extremer Armut und vermeidbarer Krankheiten vor allem in Afrika einsetzt, ist sie Botschafterin für Frauen, Mädchen und Kindergesundheit. Sie nimmt auch selbst an Hilfseinsätzen teil.
2017 initiierte sie mit der MaLisa Stiftung eine Studie zur Repräsentation von Frauen und Männern im Film. Das Ergebnis der Universität Rostock zeigte die Unterrepräsentanz von Frauen im Film vor allem als Heldinnen und Expertinnen. 2020 setzte sich Furtwängler mit anderen Frauen für die Kampagne #ichwill ein, deren Ziel eine Frauenquote für Unternehmensvorstände ist.
Aufgrund ihres sozialen Engagements wurde im März 2018 eine Berufliche Schule im südbadischen Lahr nach ihr benannt.

## Filmografie (Auswahl)

### Spielfilme
- 1974: Zum Abschied Chrysanthemen (Kino)
- 1995: Drei Frauen und (k)ein Mann
- 1996: Das Haus an der Küste
- 1996: Ein Kind war Zeuge
- 1997: Herz über Kopf
- 1998: Herzflimmern
- 2000: Dir zu Liebe
- 2001: Das Glück ist eine Insel
- 2002: Zu nah am Feuer
- 2004: Mr. und Mrs. Right
- 2004: So fühlt sich Liebe an
- 2007: Die Flucht (Zweiteiler)
- 2008: Räuber Kneißl (Kino)
- 2011: Schicksalsjahre (Zweiteiler)
- 2015: Das Wetter in geschlossenen Räumen
- 2017: Gift
- 2018: 100 Dinge (Kino)
- 2019: Nachts baden
- 2021: Bekenntnisse des Hochstaplers Felix Krull (Kino)
- 2023: Abenteuer Weihnachten – Familie kann nie groß genug sein (Komödie)
- 2024: Bis zur Wahrheit

### Fernsehserien
- 1987–1991: Die glückliche Familie (26 Folgen)
- 1993: Der Alte (Folge Korruption)
- 1993: Der Alte (Folge Nächstenliebe)
- 1996–1998: Hallo, Onkel Doc! (41 Folgen)
- 1997: Der Alte (Folge Mörderisches Spiel)
- 1997: Kap der guten Hoffnung (6 Folgen)
- 1998: Der Alte (Folge Tödliches Dreieck)
- 1998: Siska (Folge Die 10%-Bande)
- 1999: Siska (Folge Mord frei Haus)
- 1999: Der Fahnder (Folge Riemanns Tod)
- 2000: Zwei zum Verlieben (Fernsehserie, 1 Folge)
- 2001: Donna Leon: In Sachen Signora Brunetti
- 2001: Die achte Todsünde: Gespensterjagd
- 2019: Kroymann (Satiresendung, 1 Folge)
- 2020–2021: Ausgebremst (11 Folgen)
- 2023: German Genius (Fernsehserie)

Tatort-Folgen als Kriminalhauptkommissarin Lindholm
- siehe Artikel Charlotte Lindholm

### Fernsehshows
- 2015: Spiel für dein Land (ARD App-Show), Dreiländer-Wettkampf
- 2016: Wer weiß denn sowas? (ARD)
- 2019, 2020 und 2022: Klein gegen Groß (TV-Show)

## Theater
- 2017: Rebecca in Alles muss glänzen von Noah Haidle, Theater am Kurfürstendamm

## Schriften
- Einfluss eines Spontanaborts auf das Erleben einer nachfolgenden Schwangerschaft und Einfluss einer Schwangerschaft auf die Verarbeitung eines vorangegangenen Aborts. Dissertation. Technische Universität München, München 1996.
- „Wer nicht will, wird kein Star“. In: FIFA (Hrsg.): Aus Liebe zum Fussball: 20elf von seiner schönsten Seite! B2design, Offenbach 2011, S. 86–89.

## Auszeichnungen
- 2002: Goldener Wuschel von Brisant für ihr soziales Engagement
- 2002: Jupiter für den Tatort: Lastrumer Mischung
- 2003: Bundesverdienstkreuz für ihr Engagement bei der Hilfsorganisation German Doctors
- 2005: Siegfried-Lowitz-Preis für ihre Theater- und Schauspielkunst[12]
- 2007: Bayerischer Verdienstorden
- 2007: Goldene Henne in der Kategorie Fernsehen-Schauspiel
- 2007: Deutscher Fernsehpreis als beste Schauspielerin in den Tatort-Episoden Pauline und Das namenlose Mädchen
- 2008: DIVA-Award für ihre Hauptrolle in Die Flucht
- 2008: Jupiter als beste TV-Darstellerin in Die Flucht
- 2008: Goldene Kamera als Beste Fernsehkommissarin (Leserwahl)
- 2009: Romy als beliebtester Seriendarsteller
- 2010: Karl-Valentin-Orden
- 2010: Bayerische Verfassungsmedaille in Silber
- 2013: Jupiter-Filmpreis als beste TV-Darstellerin für den Tatort Wegwerfmädchen
- 2014: Bayerische Staatsmedaille für Verdienste um Gesundheit und Pflege
- 2016: Preis für Schauspielkunst (Festival des deutschen Films, Ludwigshafen)
- 2016: Leibniz-Ring-Hannover[13]
- 2017: Karl-Kübel-Preis
- 2022 (2024 entgegengenommen): Verdienstorden des Landes Baden-Württemberg[14][15]
- 2024: CARE-Millenniumspreis[16]